# Stichting Fiom
Stichting Fiom is een Nederlandse stichting die gespecialiseerd is in ongewenste zwangerschap en afstammingsvragen. Het landelijk bureau is gevestigd in 's-Hertogenbosch.
Fiom was een hulpverleningsorganisatie die ook kennis ontwikkelde, en ontwikkelt zich sinds 2013 naar een kennisorganisatie met een beperkte uitvoeringstaak. De kennis is bedoeld en toegankelijk voor particulieren, organisaties in de sociale sector, politiek en overheden.
Fioms uitgangspunten zijn "recht op afstammingsinformatie" en "keuzevrijheid bij een ongewenste zwangerschap".

## Geschiedenis
Bij de oprichting in 1930 stond de naam F.I.O.M. voor Federatie van Instellingen voor de Ongehuwde Moeder en haar kind. De organisatie richtte zich toen vooral op ongewenste zwangerschap, iets wat in die tijd vaak een stigma opleverde voor de hele familie. Na een fusie in 1975 met de Centrale voor de Ongehuwde Moederzorg (C.O.M.) en de Hendrik Pierson Stichting (H.P.S.) werd de naam Fiom gevoerd, vanaf 1988 voortgezet als Landelijke Vereniging Ambulante Fiom en vanaf 1990 als Stichting Ambulante Fiom en ten slotte Stichting Fiom.
Fiom had tot 2013 regionale vestigingen in Alkmaar, Amsterdam, Breda, Den Haag, Eindhoven, Groningen, Leeuwarden, Leiden, Maastricht, Nijmegen, Rotterdam, Utrecht en Zwolle.

## Activiteiten

### Bij ongewenste zwangerschap
Begeleiding (online en offline) bij het nemen van een besluit over een ongewenste zwangerschap en bij een voornemen tot afstand ter adoptie.

### Bij en na abortus
Fiom biedt online en offline informatie, hulp en advies aan iedereen die ervaring heeft met abortus (provocatus).

### Voor geadopteerden
Fiom biedt geadopteerden informatie over landen van herkomst, wet- en regelgeving en zoeken naar afstamming en ook activiteiten en boekentips. Als verwanten worden gevonden biedt Fiom psychosociale begeleiding. Fiom is als Nederlandse vertegenwoordiger van de organisatie International Social Service specialist op het gebied van afstammingsvragen. Daarbij voert Fiom deze werkzaamheden uit:
- Een zoekactie naar familieleden tot en met de tweede graad, te weten (groot)ouders, (klein)kinderen of (half)broers en zussen. Niet alleen om in contact te komen met de familie; ook om goed voorbereid te zijn op de uitkomst van een zoekactie.
- Fiom heeft een register van mensen die niet willen zoeken, maar wel gevonden willen worden.
- Fiom heeft een KID-register voor donorkinderen en (sperma)donoren en de daaraan gekoppelde DNA-databank die een DNA-match tussen donoren en donorkinderen en halfbroers en -zussen mogelijk maakt.

Vanaf 2023 is Inea, het Expertisecentrum interlandelijke adoptie, ondergebracht bij Fiom.  